# Сосновицы (Кимрский район)
Сосновицы — деревня в Кимрском районе Тверской области. Входит в состав Неклюдовского сельского поселения.

## География
Находится в юго-восточной части Тверской области на расстоянии приблизительно 26 км на север по прямой от районного центра города Кимры.

## История
Известна была с 1628 года как деревня с 1 двором, владение Степана Лазаревича Татищева. В 1780-х годах здесь уже 3 двора, в 1806 — 7. В 1859 году здесь (деревня Корчевского уезда Тверской губернии) было учтено 20 дворов, в 1887 — 27.

## Население
Численность населения: 128 человек (1859 год), 165 (1887), 3 (русские 100 %) 2002 году, 0 в 2010.